# Paulo Jacinto
Paulo Jacinto is een gemeente in de Braziliaanse deelstaat Alagoas. De gemeente telt 7.772 inwoners (schatting 2009).